# Andy Simpkins
Andrew H. „Andy“ Simpkins (* 29. April 1932 in Richmond (Indiana); † 2. Juni 1999 in Culver City) war ein amerikanischer Jazzmusiker (Kontrabass, Komposition), der mit seinen Basslinien das stilistische Vorbild von John Heard und Niels-Henning Ørsted Pedersen war.

## Leben und Wirken
Simpkins erhielt erste musikalische Unterweisungen durch seine Eltern: Seine Mutter war Kirchenmusikerin, sein Vater Amateursaxophonist. Als Schüler erhielt er ab dem zehnten Lebensjahr Klarinetten-, ab dem vierzehnten Lebensjahr auch Klavierunterricht. Erst während seines Musikstudiums an der Wilberforce University  wechselte er zum Bass. Während seines Militärdienstes zwischen 1953 und 1955 war er in der Army als Musiker tätig. Ab 1957 war er Mitglied der Formation The Three Sounds mit Gene Harris und Bill Dowdy. Daneben arbeitete er als Begleiter von Coleman Hawkins, Lester Young oder Ben Webster  und wirkte bei Plattenaufnahmen von Nat Adderley  und Lou Donaldson  mit. Zwischen 1968 und 1976 behörte er zum Trio von George Shearing; von 1979 an begleitete er Sarah Vaughan in verschiedenen Begleitformationen. Er präsentierte auch eigene Gruppen mit Einspielungen wie Happying (1977), Summer Strut (1983), Calamba (1989) oder Comin' At Ya (1992). Er trat auch mit Chick Corea (1983), mit Lorez Alexandria (1991), mit Oscar Peterson, mit Anita O’Day, mit Gerald Wiggins oder mit Stéphane Grappelli auf. Auch war er an Aufnahmen von Monty Alexander, Joe Pass, Bobby Lyle, Stanley Turrentine, Carmen McRae, Sandra Booker und Zoot Sims beteiligt.

## Lexigraphische Einträge
- Carlo Bohländer, Karl Heinz Holler: Reclams Jazzführer (= Reclams Universalbibliothek. Nr. 10185/10196). Reclam, Stuttgart 1970, ISBN 3-15-010185-9.
- Leonard Feather, Ira Gitler: The Biographical Encyclopedia of Jazz. Oxford University Press, New York 1999, ISBN 0-19-532000-X.
- Martin Kunzler: Jazz-Lexikon. Band 2: M–Z (= rororo-Sachbuch. Bd. 16513). 2. Auflage. Rowohlt, Reinbek bei Hamburg 2004, ISBN 3-499-16513-9.